# Nicolae Bălcescu (okręg Bacău)
Nicolae Bălcescu – wieś w Rumunii, w okręgu Bacău, w gminie Nicolae Bălcescu. W 2011 roku liczyła 3595 mieszkańców.